# Washington Redskins 2018
La stagione 2018 dei Washington Redskins è stata la 87ª della franchigia nella National Football League e la quinta con Jay Gruden come capo-allenatore. Fu la prima stagione dal 2011 in cui il quarterback Kirk Cousins non faceva parte del roster, essendosi trasferito ai Minnesota Vikings come free agent dopo che la squadra aveva firmato Alex Smith. Questi stava guidando la squadra al primo posto della division fino a un grave infortunio contro Houston. I Redskins persero sette delle ultime otto gare e conclusero con un record di 7-9, scivolando al terzo posto della NFC East.

## Scelte nel Draft 2018
| Scelte dei Redskins nel Draft 2018 |        |                     |       |               |                  |
| Giro                               | Scelta | Giocatore           | Ruolo | College       | Note             |
| 1                                  | 13     | Da'Ron Payne        | NT    | Alabama       |                  |
| 2                                  | 59     | Derrius Guice       | RB    | LSU           | Da San Francisco |
| 3                                  | 74     | Geron Christian     | OT    | Louisville    | Da San Francisco |
| 4                                  | 109    | Troy Apke           | S     | Penn State    | Da Denver        |
| 5                                  | 163    | Tim Settle          | DT    | Virginia Tech | Da Denver        |
| 6                                  | 197    | Shaun Dion Hamilton | LB    | Alabama       | Da LA Rams       |
| 7                                  | 241    | Greg Stroman        | CB    | Virginia Tech | Da LA Rams       |
| 7                                  | 256    | Trey Quinn          | WR    | SMU           | Da LA Rams       |

Scambi di scelte
- I Redskins scambiarono la loro scelta nel 3º giro (78ª assoluta) e il cornerback Kendall Fuller a Kansas City in cambio del quarterback Alex Smith di questi ultimi.[2]
- I Redskins scambiarono il loro safety Su'a Cravens e la loro scelte nel 4º e 5º giro (113ª e 149ª assoluta) a Denver in cambio della scelta nel 4º giro (109ª assoluta), due scelte nel 5º giro (142ª e 163ª assoluta) e una scelta condizionale nel 2020 di questi ultimi.[3]
- I Redskins scambiarono la loro scelta nel 6º giro (188ª assoluta) a Cleveland in cambio del quarterback Kevin Hogan e della scelta nel 6º giro (205ª assoluta) di questi ultimi.[4]
- I Redskins scambiarono il loro tight end Derek Carrier ai Los Angeles Rams in cambio della scelta nel 7º giro (241ª assoluta) di questi ultimi.

Draft supplementare
- I Redskins scelsero il cornerback da Virginia Tech Adonis Alexander nel Draft supplementare 2018. Facendo ciò i Redskins rinuncia alla propria scelta nel 6º giro nel 2019.

## Staff
| Staff dei Washington Redskins nel 2018 |
| --- |
| Organi dirigenziali - Proprietario – Daniel Snyder - Presidente – Bruce Allen - Presidente della gestione finanziaria – Brian Lafemina - Vicepresidente senior del personale giocatori – Doug Williams - Vicepresidente senior della gestione sportiva – Eric Shafter - Direttore del personale professionistico – Alex Santos - Direttore degli osservatori del college – Kyle Smith Capo allenatore - Capo allenatore – Jay Gruden - Assistente del capo-allenatore/Offensive line – Bill Callahan Altri allenatori - Preparatore atletico – Chad Englehart - Assistente p.a. – Kavan Latham - Assistente p.a. – Jake Sankal - Head athletic trainer – Larry Hess Allenatori dell'attacco - Coordinatore offensivo – Matt Cavanaugh - Quarterback/Coordinatore del gioco su passaggi – Kevin O'Connell - Running back – Randy Jordan - Wide receiver – Ike Hilliard - Tight end – Wes Phillips - Assistente offensive line – Phil Rauscher - Controllo qualità dell'attacco – Chris O'Hara Allenatori della difesa - Coordinatore difensivo – Greg Manusky - Defensive line – Jim Tomsula - Inside linebacker – Kirk Olivadotti - Outside linebacker – Chad Grimm - Defensive back – Torrian Gray - Assistente defensive back – James Rowe - Controllo qualità della difesa – Cannon Matthews Allenatori dello special team - Coordinatore Special team – Ben Kotwica - Assistente – Bret Munsey |

## Roster
| Roster dei Washington Redskins nel 2018 |
| --- |
| Quarterback - 6 Mark Sanchez - 8 Josh Johnson Running Back - 26 Adrian Peterson - 25 Chris Thompson - 32 Samaje Perine - 46 Kapri Bibbs Wide Receiver - 16 Jehu Chesson - 80 Jamison Crowder PR - 18 Josh Doctson - 13 Maurice Harris - 83 Brian Quick - 10 Paul Richardson - 17 Michael Floyd Tight End - 85 Vernon Davis - 86 Jordan Reed - 87 Jeremy Sprinkle Offensive Linemen - 71 Trent Williams T - 76 Morgan Moses T - 79 Ty Nsekhe T - 74 Geron Christian T - 75 Brandon Scherff G - 77 Shawn Lauvao G - 66 Tony Bergstrom C - 55 Casey Dunn C - 73 Chase Roullier C Defensive Linemen - 93 Jonathan Allen DE - 99 Caleb Brantley DE - 98 Matt Ioannidis DE - 95 Da'Ron Payne NT - 97 Tim Settle NT Linebacker - 52 Ryan Anderson OLB - 91 Ryan Kerrigan OLB - 96 Pernell McPhee OLB - 94 Preston Smith OLB - 53 Zach Brown ILB - 54 Mason Foster ILB - 51 Shaun Dion Hamilton ILB - 40 Josh Harvey-Clemons ILB - 56 Zach Vigil ILB Defensive Back - 39 Adonis Alexander CB - 23 Quinton Dunbar CB - 22 Deshazor Everett SS - 41 Danny Johnson CB/KR - 31 Fabian Moreau CB - 24 Josh Norman CB - 37 Greg Stroman CB - 36 D.J. Swearinger FS - 20 Ha Ha Clinton-Dix FS - 48 Kenny Ladler FS - 35 Montae Nicholson SS Special Team - 57 Nick Sundberg LS - 5 Tress Way P - 3 Dustin Hopkins K Lista delle riserve - 11 Alex Smith IR - 12 Colt McCoy IR - 20 Robert Kelley RB (IR) - 29 Derrius Guice RB (IR) - 34 Byron Marshall RB (IR) - 19 Robert Davis WR (IR) - 14 Trey Quinn WR (IR) - 89 Cam Sims WR (IR) - 82 Manasseh Garner TE (IR) - 68 Tyler Catalina G (IR) - 60 Arie Kouandijo G (IR) - 92 Stacy McGee DE (PUP) - 38 Joshua Holsey CB (NF-Inj.) - 30 Troy Apke FS (IR) Squadra di allenamento - 47 Mack Brown RB - 15 Simmie Cobbs WR - 84 Darvin Kidsy WR - 41 Matt Flanagan TE - 82 J.P. Holtz TE - 61 Timon Parris T - -- Justin Evans T - 64 JoJo Wicker DE - 58 Cassanova McKinzy OLB - 45 Jeremy Reaves CB 53 attivi, 12 inattivi, 10 nella squadra di allenamento |
| Legenda - I rookie sono in corsivo. - Il primo ruolo è il principale mentre gli eventuali successivi indicano i ruoli secondari. - (IR) sta per Injured Reserve ed indica la lista ristretta per un solo giocatore infortunato che può tornare ad allenarsi dopo la settimana 6 e a rientrare in prima squadra dopo che questa ha giocato 8 partite. - (NF-Inj.) / (NF-Ill.) stanno rispettivamente per Non-Football Injured e Non-Football Illness ed indicano le liste dove viene inserito un giocatore che ha un infortunio o una malattia non dipendente dal football americano. - (PUP) sta per Physically Unable to Perform ed indica la lista dove viene inserito un giocatore mentre è in attesa di recuperare la condizione fisica. Nella stagione regolare dopo la sesta partita giocata dalla propria squadra, il giocatore ha tempo tre settimane per riprendere ad allenarsi, più tre settimane aggiuntive dal suo rientro agli allenamenti per rientrare in prima squadra. |

## Calendario

### Precampionato

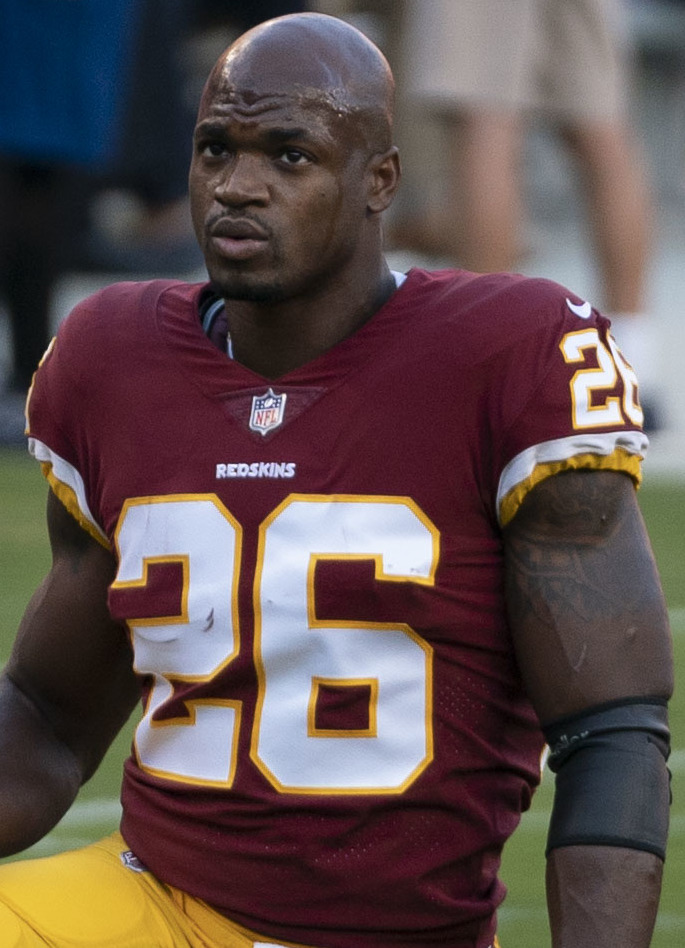
Firmato sul finire di agosto prima dell'ultima gara di pre-stagione, il veterano Adrian Peterson è stato una delle migliori acquisizioni della lega nel 2018

| Precampionato |       |                         |           |        |                  |         |
| Settimana     | Data  | Avversario              | Risultato | Record | Stadio           | Sintesi |
| 1             | 09/08 | at New England Patriots | S 17–26   | 0–1    | Gillette Stadium | Sintesi |
| 2             | 16/08 | New York Jets           | V 15–13   | 1–1    | FedEx Field      | Sintesi |
| 3             | 24/08 | Denver Broncos          | S 17–29   | 1–2    | FedEx Field      | Sintesi |
| 4             | 30/08 | at Baltimore Ravens     | S 20–30   | 1–3    | M&T Bank Stadium | Sintesi |

### Stagione regolare
Il calendario della stagione è stato annunciato il 19 aprile 2018.
| Stagione regolare |                         |                    |                    |                         |                    |
| Turno             | Avversario              | Risultato          | Record             | Stadio                  | NFL.com recap      |
| 1                 | at Arizona Cardinals    | V 24–6             | 1–0                | State Farm Stadium      | Recap              |
| 2                 | Indianapolis Colts      | S 9–21             | 1–1                | FedExField              | Recap              |
| 3                 | Green Bay Packers       | V 31–17            | 2–1                | FedExField              | Recap              |
| 4                 | Settimana di pausa      | Settimana di pausa | Settimana di pausa | Settimana di pausa      | Settimana di pausa |
| 5                 | at New Orleans Saints   | S 19–43            | 2–2                | Mercedes-Benz Superdome | Recap              |
| 6                 | Carolina Panthers       | V 23–17            | 3–2                | FedExField              | Recap              |
| 7                 | Dallas Cowboys          | V 20–17            | 4–2                | FedExField              | Recap              |
| 8                 | at New York Giants      | V 20–13            | 5–2                | MetLife Stadium         | Recap              |
| 9                 | Atlanta Falcons         | S 14–38            | 5–3                | FedExField              | Recap              |
| 10                | at Tampa Bay Buccaneers | V 16–3             | 6–3                | Raymond James Stadium   | Recap              |
| 11                | Houston Texans          | S 21–23            | 6–4                | FedExField              | Recap              |
| 12                | at Dallas Cowboys       | S 23–31            | 6–5                | AT&T Stadium            | Recap              |
| 13                | at Philadelphia Eagles  | S 13–28            | 6–6                | Lincoln Financial Field | Recap              |
| 14                | New York Giants         | S 16–40            | 6–7                | FedExField              | Recap              |
| 15                | at Jacksonville Jaguars | V 16–13            | 7–7                | TIAA Bank Field         | Recap              |
| 16                | at Tennessee Titans     | S 16–25            | 7–8                | Nissan Stadium          | Recap              |
| 17                | Philadelphia Eagles     | S 0–24             | 7–9                | FedExField              | Recap              |

Note
- Gli avversari della propria division sono in grassetto

## Classifiche

### Division
| NFC East            | NFC East | NFC East | NFC East | NFC East | NFC East | NFC East | NFC East | NFC East |
| vedi • disc. • mod. | V        | S        | P        | PCT      | DIV      | CONF     | PF       | PS       |
| ------------------- | -------- | -------- | -------- | -------- | -------- | -------- | -------- | -------- |
| Dallas Cowboys      | 7        | 5        | 0        | .583     | 3–1      | 6–3      | 247      | 223      |
| Philadelphia Eagles | 7        | 7        | 0        | .500     | 3–1      | 4–5      | 258      | 266      |
| Washington Redskins | 6        | 6        | 0        | .500     | 2–2      | 6–4      | 233      | 257      |
| New York Giants     | 5        | 8        | 0        | .385     | 0–4      | 3–7      | 267      | 315      |
|                     |          |          |          |          |          |          |          |          |
|                     |          |          |          |          |          |          |          |          |

### Conference
| National Football Conference           | National Football Conference | National Football Conference | National Football Conference | National Football Conference | National Football Conference | National Football Conference | National Football Conference | National Football Conference | National Football Conference | National Football Conference |
| Pos.                                   | Squadra                      | Division                     | V                            | S                            | P                            | PCT                          | DIV                          | CONF                         | SOS                          | SOV                          |
| Capolista di Division                  | Capolista di Division        | Capolista di Division        | Capolista di Division        | Capolista di Division        | Capolista di Division        | Capolista di Division        | Capolista di Division        | Capolista di Division        | Capolista di Division        | Capolista di Division        |
| -------------------------------------- | ---------------------------- | ---------------------------- | ---------------------------- | ---------------------------- | ---------------------------- | ---------------------------- | ---------------------------- | ---------------------------- | ---------------------------- | ---------------------------- |
| 1                                      | Los Angeles Rams             | West                         | 13                           | 3                            | 0                            | .813                         | 4–0                          | 7–1                          | .493                         | .462                         |
| 2                                      | New Orleans Saints           | South                        | 13                           | 3                            | 0                            | .813                         | 2–1                          | 7–2                          | .486                         | .483                         |
| 3                                      | Chicago Bears                | North                        | 9                            | 4                            | 0                            | .692                         | 3–1                          | 6–2                          | .417                         | .380                         |
| 4                                      | Dallas Cowboys               | East                         | 8                            | 6                            | 0                            | .571                         | 3–1                          | 6–3                          | .500                         | .452                         |
| Wild Card                              |                              |                              |                              |                              |                              |                              |                              |                              |                              |                              |
| 5                                      | Seattle Seahawks             | West                         | 10                           | 6                            | 0                            | .625                         | 2–2                          | 6–3                          | .510                         | .339                         |
| 6                                      | Minnesota Vikings            | North                        | 6                            | 5                            | 1                            | .542                         | 2–1–1                        | 5–3–1                        | .479                         | .313                         |
| Non qualificati per i play-off         |                              |                              |                              |                              |                              |                              |                              |                              |                              |                              |
| 7                                      | Carolina Panthers            | South                        | 6                            | 6                            | 0                            | .500                         | 1–2                          | 4–5                          | .469                         | .472                         |
| 8                                      | Philadelphia Eagles          | East                         | 9                            | 7                            | 0                            | .563                         | 3–1                          | 4–5                          | .476                         | .389                         |
| 9                                      | Washington Redskins          | East                         | 6                            | 7                            | 0                            | .462                         | 2–2                          | 6–4                          | .496                         | .410                         |
| 10                                     | Tampa Bay Buccaneers         | South                        | 5                            | 7                            | 0                            | .417                         | 2–2                          | 4–5                          | .479                         | .475                         |
| 11                                     | Green Bay Packers            | North                        | 5                            | 7                            | 1                            | .423                         | 1–2–1                        | 2–6–1                        | .507                         | .417                         |
| 12                                     | Atlanta Falcons              | South                        | 4                            | 8                            | 0                            | .333                         | 2–2                          | 4–4                          | .542                         | .438                         |
| 13                                     | New York Giants              | East                         | 5                            | 8                            | 0                            | .385                         | 0–4                          | 3–7                          | .507                         | .500                         |
| 14                                     | Detroit Lions                | North                        | 4                            | 8                            | 0                            | .333                         | 1–3                          | 2–7                          | .542                         | .531                         |
| 15                                     | Arizona Cardinals            | West                         | 3                            | 9                            | 0                            | .250                         | 2–2                          | 3–5                          | .514                         | .236                         |
| 16                                     | San Francisco 49ers          | West                         | 2                            | 10                           | 0                            | .167                         | 0–4                          | 1–8                          | .479                         | .250                         |
| Criteri di spareggio                   |                              |                              |                              |                              |                              |                              |                              |                              |                              |                              |
| 1. 2. 3.                               |                              |                              |                              |                              |                              |                              |                              |                              |                              |                              |
| Legenda                                |                              |                              |                              |                              |                              |                              |                              |                              |                              |                              |
| w — wild card ottenuta                 |                              |                              |                              |                              |                              |                              |                              |                              |                              |                              |
| x — partecipazione ai playoff ottenuta |                              |                              |                              |                              |                              |                              |                              |                              |                              |                              |
| y — campioni di division               |                              |                              |                              |                              |                              |                              |                              |                              |                              |                              |
| z — salto del primo turno di play-off  |                              |                              |                              |                              |                              |                              |                              |                              |                              |                              |
| * — vantaggio del campo ottenuto       |                              |                              |                              |                              |                              |                              |                              |                              |                              |                              |

## Premi

### Premi settimanali e mensili
- Adrian Peterson:

running back della settimana 3
giocatore offensivo della NFC della settimana 8
- Tress Way:

giocatore degli special team della NFC della settimana 10